# Hôtel De Brouckère
Pour les articles homonymes, voir De Brouckère.
L'hôtel De Brouckère est un bâtiment Art nouveau édifié à Bruxelles par l'architecte Octave Van Rysselberghe, en collaboration avec Henry van de Velde.

## Localisation
L'hôtel De Brouckère est situé à Bruxelles, au numéro 34 de la rue Jacques Jordaens, à l'angle des rues Jacques Jordaens et De Crayer, à quelques pas de l'avenue Louise.

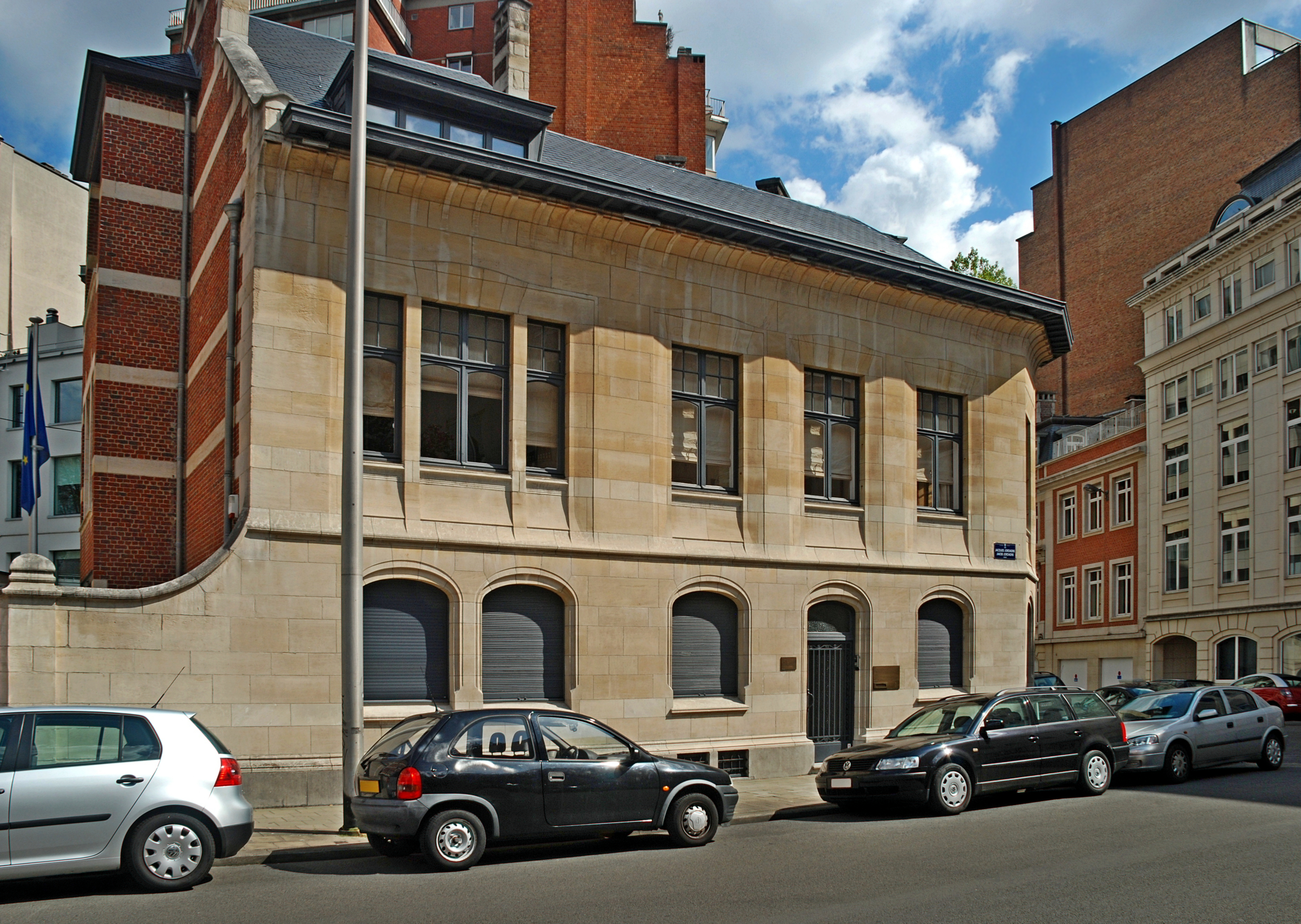
La façade de la rue Jordaens.

## Historique
L'Hôtel de Brouckère a été construit en 1898 pour Florence De Brouckère, née Florence Tant, veuve depuis 1887 de Gustave De Brouckère et amie d'Élisée Reclus. Ce fut en fait Élisée Reclus qui fut le véritable promoteur et moteur culturel de cette construction et qui mit sa compagne en contact avec Henry van de Velde et le monde créatif de l'époque.
Il a été classé comme monument en 1997 et abrite actuellement la "Représentation de la Communauté germanophone de Belgique".

## Architecture

### Matériau
L'hôtel De Brouckère est édifié en pierre de taille d'une belle couleur dorée, à l'exception du soubassement qui est réalisé en pierre bleue.

### Les façades
Il présente une façade courte donnant sur la rue De Crayer et une façade longue située à front de rue Jordaens, les deux façades étant reliées par un pan coupé.
Beaucoup plus simple que l'hôtel Otlet, il ne présente pas la même profusion de volumes que ce dernier. Il n'y a ici ni oriel, ni bow-window, ni loggia, ni porche : seul un balcon au parapet de pierre vient donner un peu de relief à la façade de la rue De Crayer.
Les baies du rez-de-chaussée sont surmontées d'arcs surbaissés au dessin très élégant tandis que le premier étage, souligné par un cordon très marqué, est percé d'une série de fenêtres présentant un encadrement rectangulaire légèrement renfoncé et surmontées de cinq claveaux chacune. Les fenêtres situées aux extrémités de l'étage sont en triplet.
Les façades sont couronnées par une corniche soutenue par une très élégante frise en pierre de taille rythmée par de fines consoles réalisées elles aussi en pierre de taille.

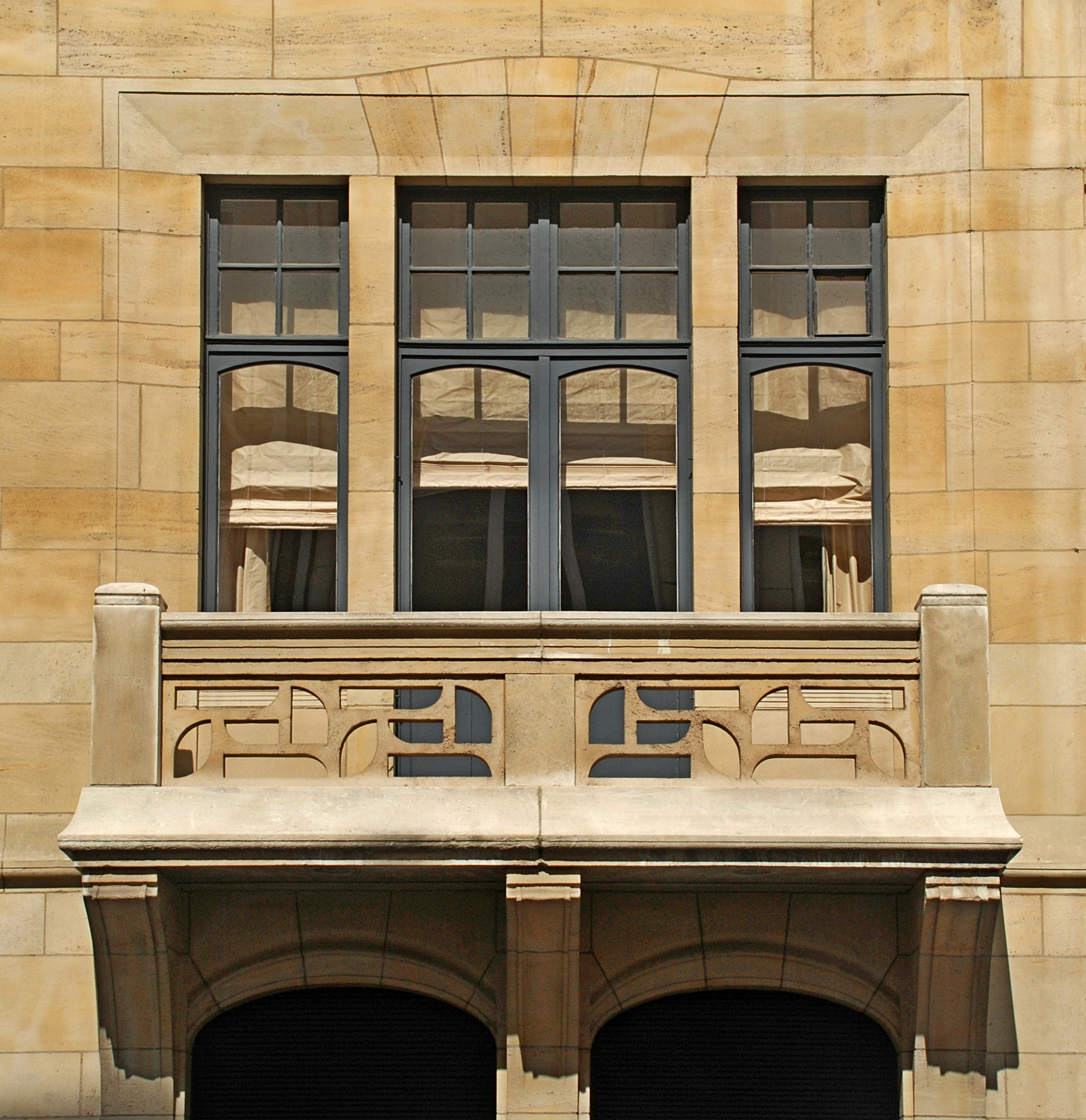
Le balcon au parapet de pierre.
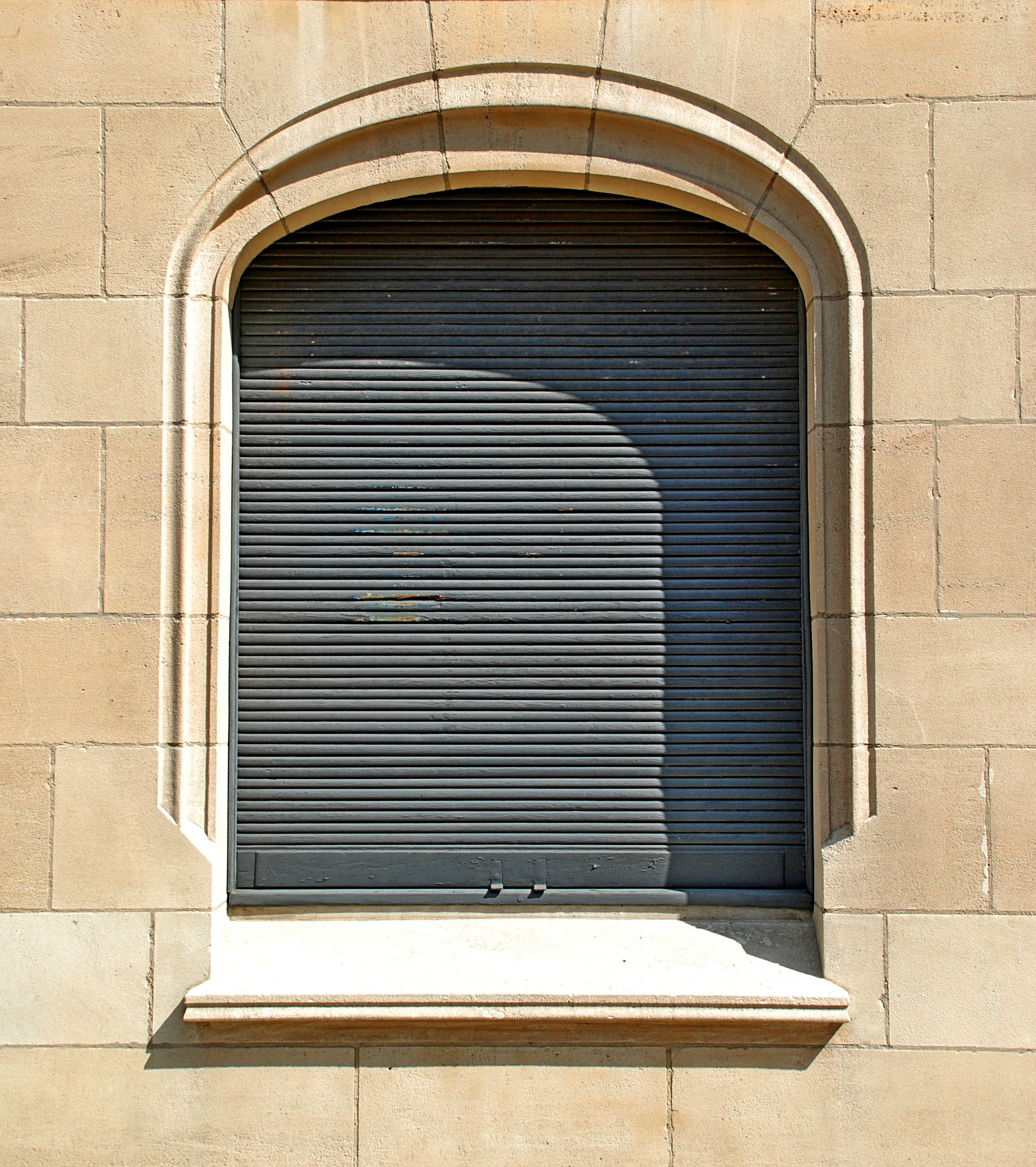
Fenêtre à arc surbaissé.
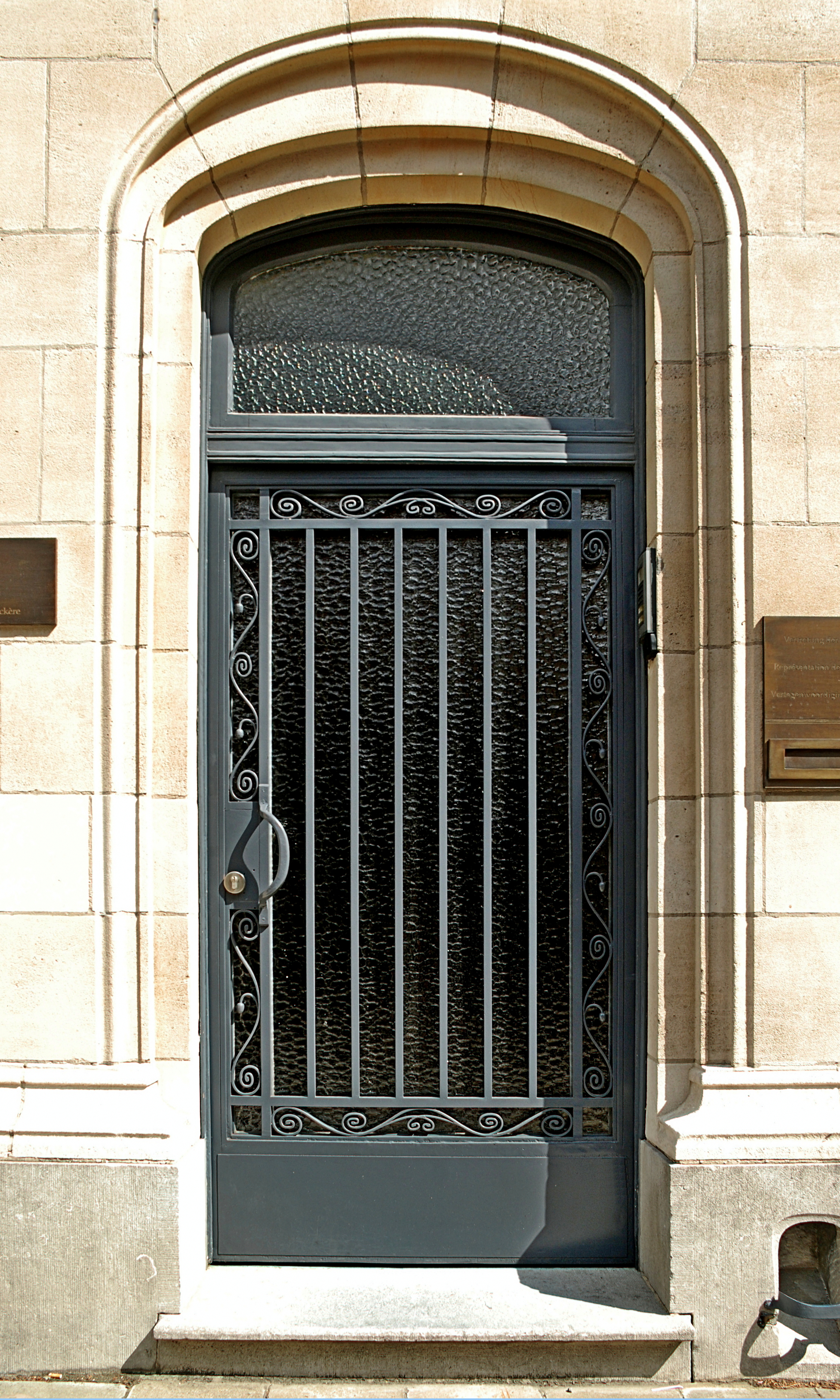
La porte.

### La cour
Le bâtiment se prolonge par une cour délimitée par un mur de clôture se raccrochant à la façade principale par une courbe élégante. 
La façade latérale donnant sur cette cour présente une belle bichromie résultant de l'alternance de pierre blanche et de briques rouges.

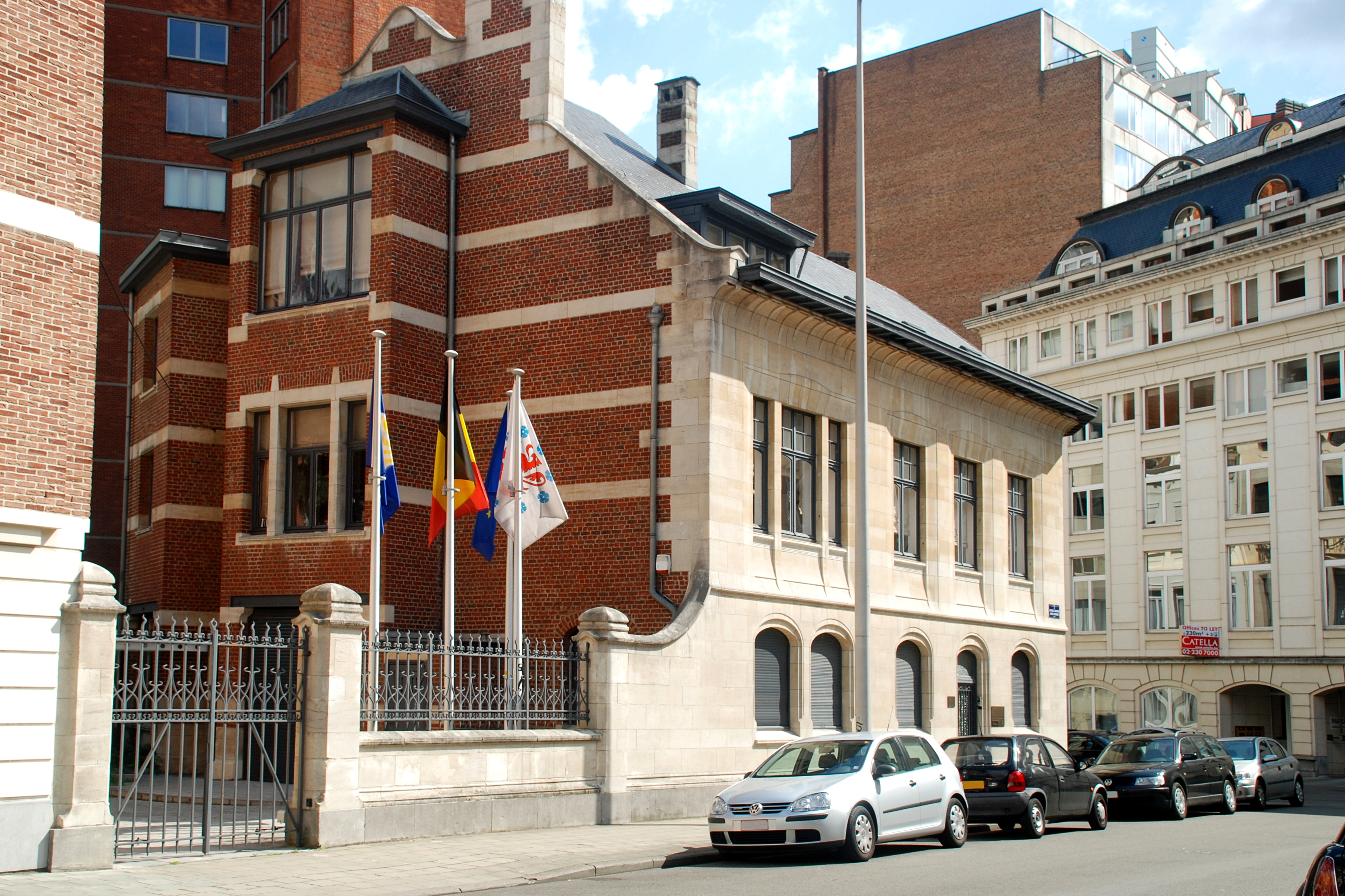
Le mur de clôture de la cour et la façade latérale polychrome.
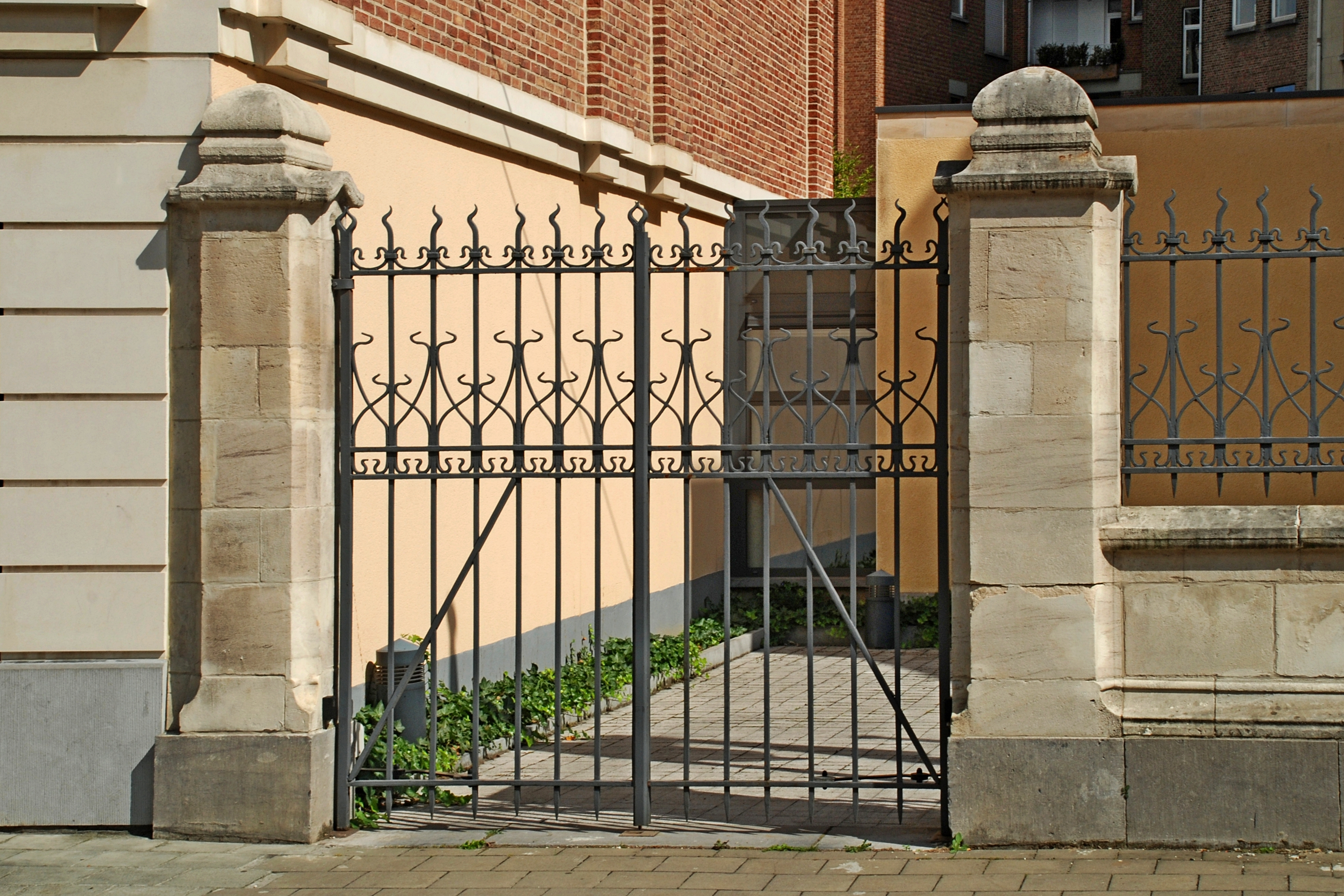
Le portail de la cour.
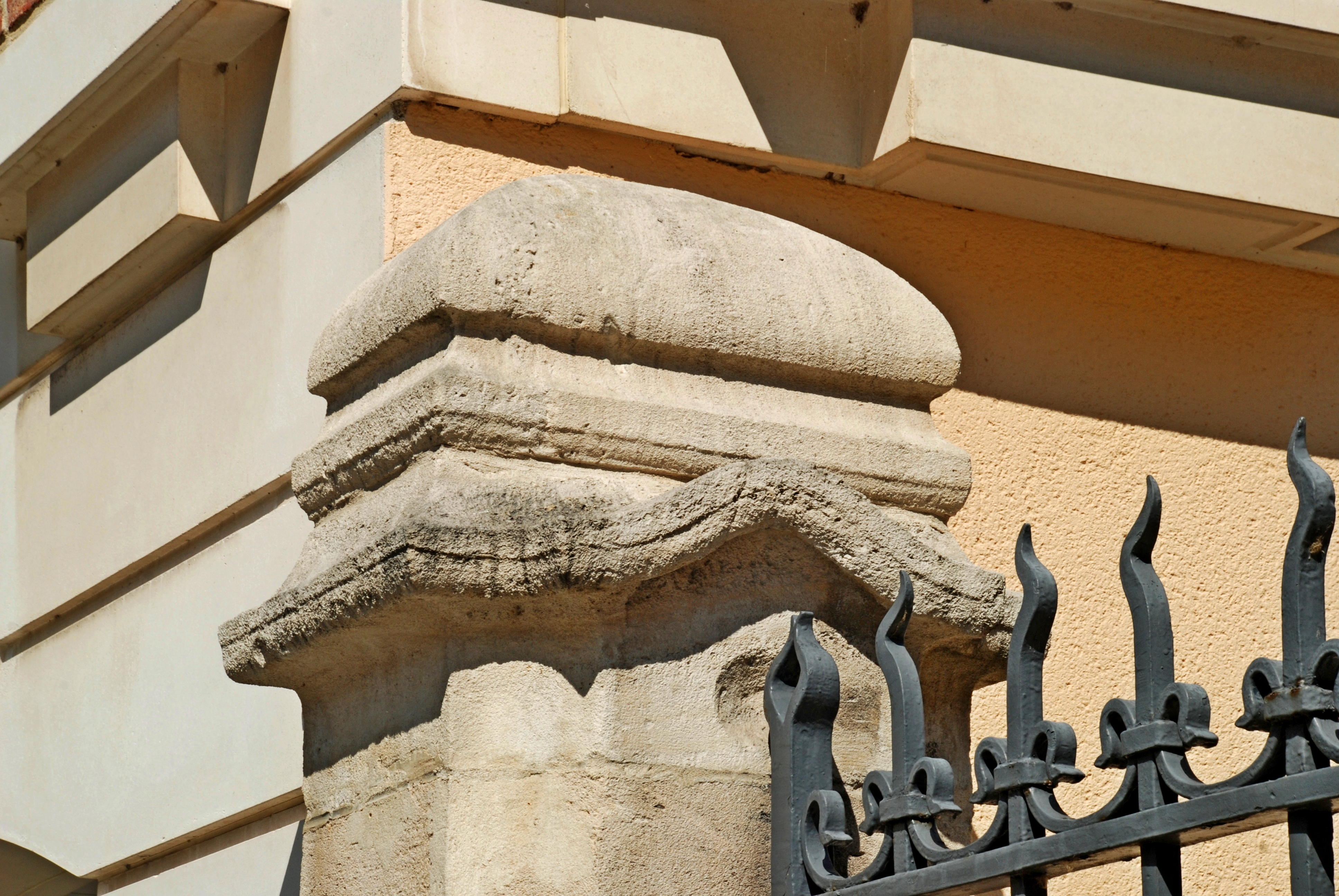
Couronnement de pilier.